# 洛古乡 (布拖县)
洛古乡，是中华人民共和国四川省凉山彝族自治州布拖县曾经下辖的一个乡。2021年1月12日，撤销洛古乡，其所属行政区域为拖觉镇的行政区域。

## 行政区划
洛古乡撤销前下辖以下地区：
阿保村、瓦都村和坡里村。